# Takurō Uehara
Takurō Uehara (japanisch 上原 拓郎 Uehara Takurō; * 8. Juli 1991 in Sapporo) ist ein ehemaliger japanischer Fußballspieler.

## Karriere
Uehara erlernte das Fußballspielen in der Jugendmannschaft von Consadole Sapporo und der Universitätsmannschaft der Pädagogischen Hochschule Hokkaidō. Seinen ersten Vertrag unterschrieb er 2014 bei seinem Jugendverein Consadole Sapporo. Der Verein spielte in der zweiten japanischen Liga, der J2 League. Für den Verein absolvierte er 13 Ligaspiele. 2015 wechselte er zum Ligakonkurrenten Roasso Kumamoto. Für den Verein absolvierte er 69 Ligaspiele. 2019 wechselte er nach Imabari zum Viertligisten FC Imabari. Am Ende der Saison 2019 stieg der Verein als Tabellendritter in die dritte Liga auf. Nach 117 Ligaspielen wechselte er im Februar 2024 zum taiwanesischen Erstligisten Taichung Futuro FC. Nach zwanzig Ligaspielen beendete er im Dezember 2024 seine Karriere als Fußballspieler.